# Holacanthus passer
Espèce
Statut de conservation UICN

 LC  : Préoccupation mineure
Le Poisson-ange à barre blanche ou Demoiselle royale (Holacanthus passer ) est une espèce de poissons de la famille des pomacanthidés. Il est réparti sur le Pacifique Est du golfe de Californie au Pérou, îles Galápagos incluses. La taille maximum de pour cette espèce est de 25 cm.